# Pseudalbara
Pseudalbara este un gen de insecte lepidoptere din familia Drepanidae.

Cladograma conform Catalogue of Life:
| Pseudalbara | \| \| Pseudalbara griseola \| \| \| \| \| \| Pseudalbara muscula \| \| \| \| \| \| Pseudalbara parvula \| \| \| \| |
|             | \| \| Pseudalbara griseola \| \| \| \| \| \| Pseudalbara muscula \| \| \| \| \| \| Pseudalbara parvula \| \| \| \| |
|             | Pseudalbara griseola                                                                                               |
|             | |
|             | Pseudalbara muscula                                                                                                |
|             | |
|             | Pseudalbara parvula                                                                                                |
|             | |